# MACV-SOG
O Military Assistance Command, Vietnam, Studies And Observation Group (MACV-SOG) (1964 - 1972) foi o grupo de operações especiais do Exército dos Estados Unidos mais secreto da Guerra do Vietnã, recebendo uma citação presidencial só 20 anos depois da criação (1964) da unidade em 1984.
O MACV-SOG Conduziu uma Guerra secreta de operações não convencionais/clandestinas em todo sudeste da Ásia principalmente no Vietnã do Norte e países vizinhos ao Vietnã como Camboja e Laos, onde as tropas americanas não deviam ou estavam não suposta para estar, onde se escondiam as tropas e os suprimentos dos vietcongues.
O MACV-SOG era formado pelos melhores operadores das forças especiais do Exército (Green Berets ou Boinas Verdes), Controladores de Combate da Força Aérea, por SEAL’s da Marinha e por alguns soldados de outras unidades americanas e sul-vietnamitas que fossem avaliados como aptos a operar no MACV-SOG.
O MACV-SOG realizava operações de reconhecimento estratégico como Resgate de Pilotos abatidos, Plantar munição sabotada nos depósitos de suprimentos de munição do EPVN, Grampear comunicação inimiga, Captura de prisioneiros importantes como Alta-Patente e Motorista de caminhão de suprimentos do EPVN, assalto de Quarteis-Generais e Campos Regimentais e missões de desestabilização no geral em suporte do sul do vietnã, ressaltando que as operações eram realizadas atrás das linhas inimigas em um grupo de 7 à 15 homens de elite composto por 3 Boinas Verdes e 5-10 Montagnards  (Tropas Sul-Vietnamitas, Indígenas do Vietnã, Camboja, Laos e China) com suporte aéreo da Força Aérea, Marinha e outras unidades de elite do ar para ajudar os times de reconhecimento da MACV-SOG a cumprir as missões de desestabilização do EPVN (Exército Popular do Vietnã do Norte) em Laos e Camboja.
O MACV-SOG lançava as suas operações de três bases de controle, sendo CCS (Controle e Comando do Sul), CCC (Comando e Controle Central) e CCN (Comando e Controle do Norte), operando de forma indenpendente da situação das outras bases, fora da linha do exército, contatando diretamente o governo dos Estados Unidos.
Cada time de reconhecimento da MACV-SOG tinha um nome de Estado dos Estados unidos (Ex: Time de Reconhecimento Colorado), eram compostos por 3 Boinas Verdes e 5 à 10 Montagnards (Indígenas Vietnamitas, Cambojanos, Chineses) com o passar da guerra, como em 1970, os números de tropas aumentaram por time (Ex: Time de Reconhecimento Kansas em 1971 com 6 Boinas Verdes e 12 Montagnards).
As operações do destacamento naval do MACV-SOG compsotos por Marines, Navy Seals e etc. cobriam a parte costeira do Norte do Vietnã.